# Boé
 Boé  es una población y comuna francesa, en la región de Nueva Aquitania, departamento de Lot y Garona, en el distrito de Agen y cantón de Agen-Sud-Est.

## Demografía
| 2158 | 2633 | 3231 | 3960 | 4021 | 4503 |
| Para los censos de 1962 a 1999 la población legal corresponde a la población sin duplicidades (Fuente: INSEE [Consultar]) |      |      |      |      |      |

## Hermanamientos
- Llivia, España
- Portacomaro, Italia